# Estación Jaime Prats
Jaime Prats es una estación ferroviaria ubicada en la localidad de mismo nombre, Departamento San Rafael, Provincia de Mendoza, República Argentina.

## Servicios
Pertenece al Ferrocarril General San Martín de la red ferroviaria argentina, en el ramal que une las estaciones de Monte Comán hasta esta estación.

## Historia
En el año 1900 fue inaugurada la Estación, por parte del Ferrocarril Buenos Aires al Pacífico.